# Beggars Banquet Records
La Beggars Banquet Records è una casa discografica inglese che ha cominciato come catena di negozi di proprietà di Martin Mills (verificare) e Nick Austin, e fa parte del gruppo di etichette appartenente al Beggars Group.

## Storia della Beggars Banquet Records
Nel 1977, spronati dal crescente successo del movimento punk rock inglese (allora all'apice della sua popolarità), decisero di gettarsi nella mischia come etichetta indipendente e pubblicare album con il marchio Beggars Banquet. Il primo gruppo distribuito con la nuova etichetta fu il gruppo punk The Lurkers, con il singolo Shadow/Love Story. Più tardi nella decade e negli anni ottanta, i successi con Tubeway Army e Gary Numan assicurarono un futuro alla casa discografica. Hanno pubblicato tra gli altri Biffy Clyro, Buffalo Tom, The Charlatans, The Cult, The Go-Betweens, The National e Tindersticks. Nel 2008, Beggars Banquet è diventata una etichetta di catalogo, chiusa a nuovi contratti. Gli artisti ancora attivi sono stati spostati su altre etichette affiliate.
La Beggars Banquet ha rappresentato il punto di partenza per quello che oggi è il Beggars Group, che raccoglie etichette del mondo indie. Esso è il più grande ed influente gruppo indipendente di etichette in Europa  e 4AD, Matador Records, Rough Trade Records e XL Recordings sono quattro delle principali etichette. Il gruppo ha la sede principale a Londra, ed un importante ufficio a New York. Negli Stati Uniti le etichette sono distribuite dalla Alternative Distribution Alliance.

## Artisti e Gruppi
- Associates
- Bauhaus
- The Beekeepers
- Bettie Serveert
- Biffy Clyro
- The Bolshoi
- Bowery Electric
- Buffalo Tom
- John Cale
- Calla
- The Charlatans
- The Cult
- Dead Fly Buchowski
- Devastations
- Died Pretty
- Dream City Film Club
- The Early Years
- The Fall
- Fields of the Nephilim
- Film School
- Flesh for Lulu
- Robert Forster
- Freeez
- Gene Loves Jezebel
- Goat
- The Go-Betweens
- The Gun Club
- iLiKETRAiNS
- Mark Lanegan
- Arthur Lee
- The London Apartments
- Love and Rockets
- Luna
- Main
- Morrissey-Mullen
- The National
- Nico
- Gary Numan
- Oceansize
- Spirit
- St. Vincent
- Swell
- Sun Dial
- Terminal Power Company
- Tindersticks
- Tubeway Army
- Voxtrot